# 巴格湖
49°01′36″N 12°03′18″E / 49.0267°N 12.0549°E

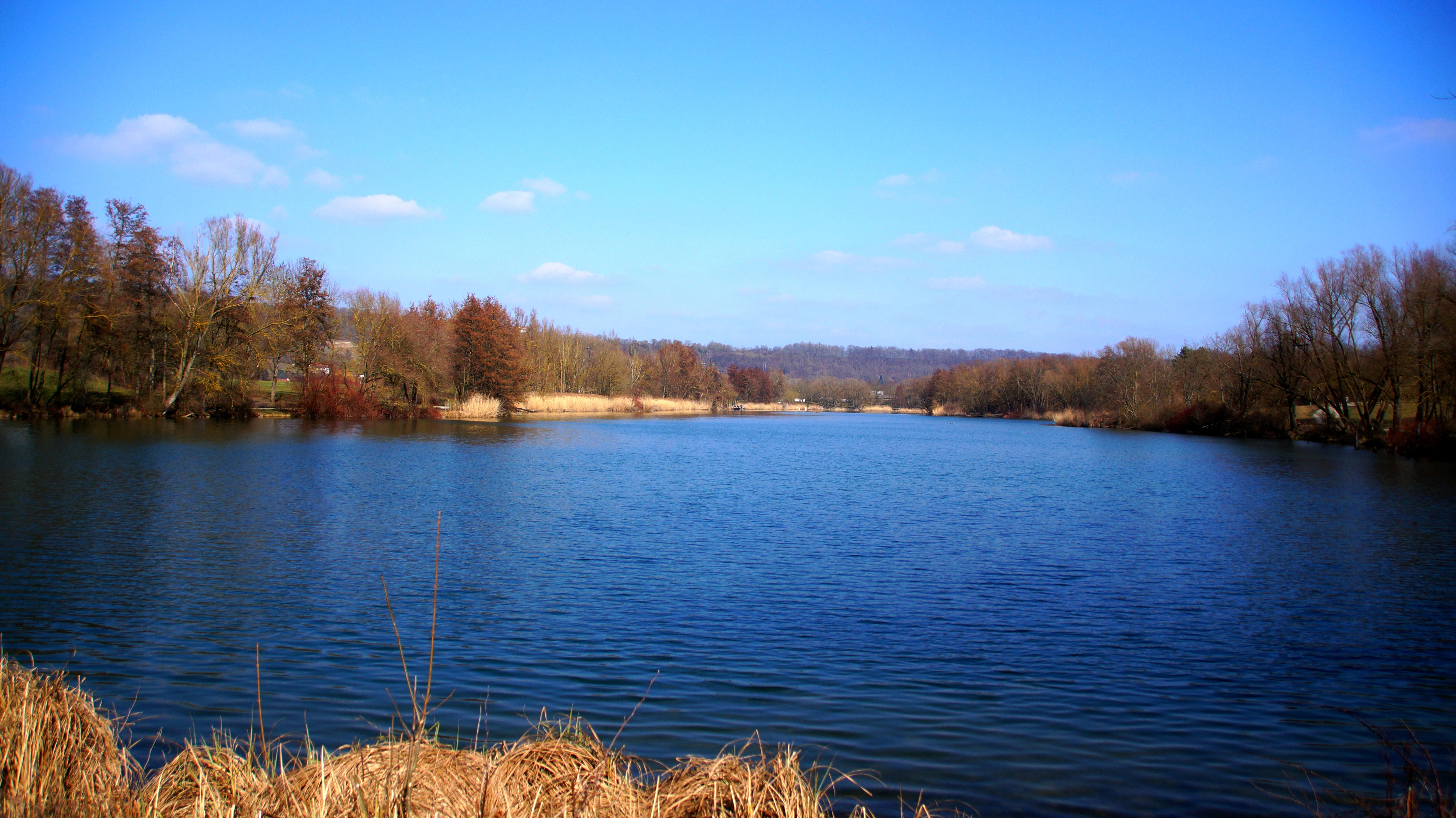

巴格湖（德語：Baggersee），是德國的湖泊，位於該國東南部，由巴伐利亞州負責管轄，處於雷根斯堡，長0.7公里、寬0.2公里，面積0.12平方公里，該湖泊海拔高度330米。